# 런던탑의 까마귀

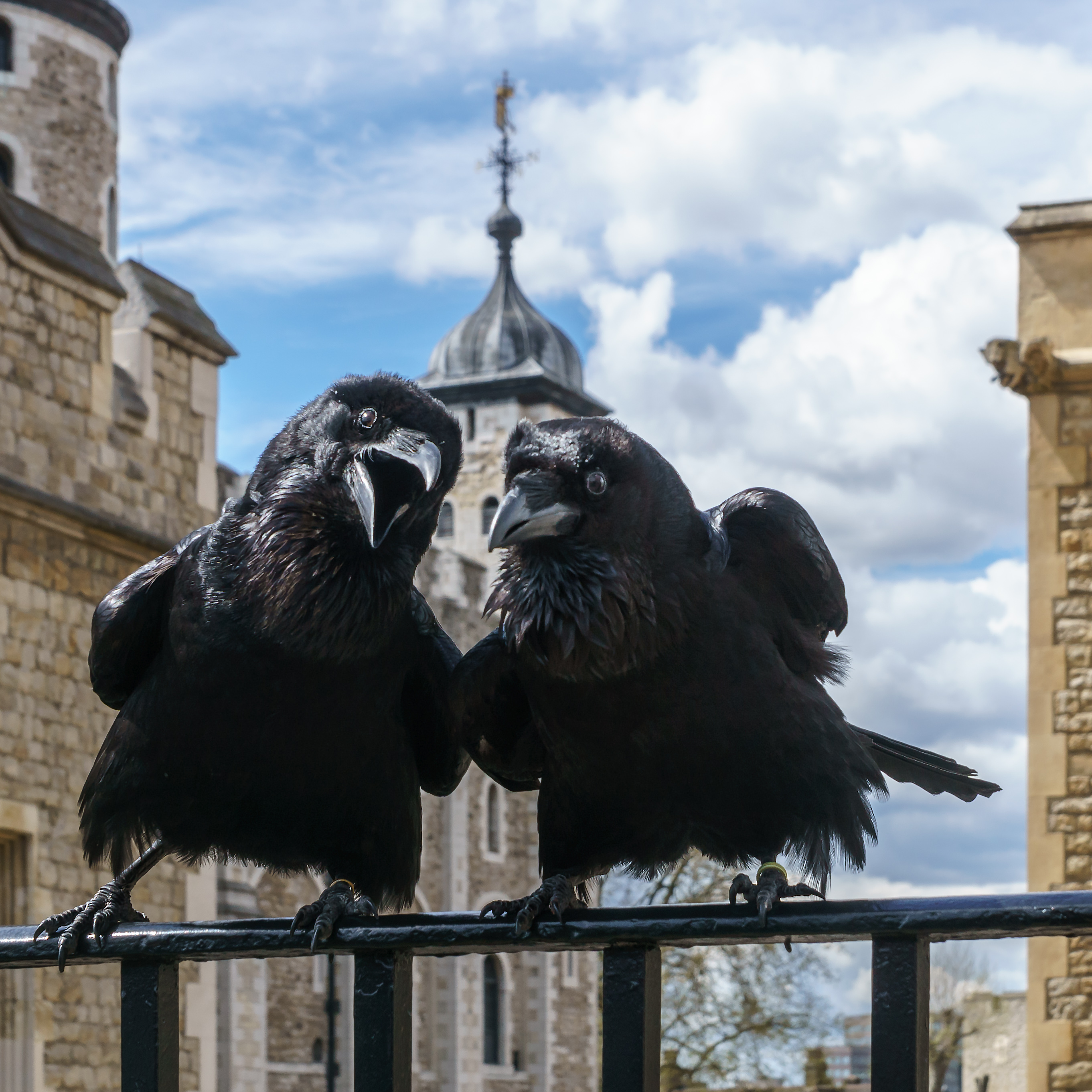
런던탑의 까마귀 쥬블리와 무닌, 2016년 촬영

런던탑의 까마귀(Ravens of the Tower of London)는 영국의 크라운과 런던탑을 보호하는 것으로 여겨진다. 전통적으로 최소 6 마리의 큰까마귀가 그룹을 이루며 살고 있다. 전해오는 속설에 따르면 "런던탑의 까마귀가 없어지거나 날아가 버리면 크라운이 쓰러지고 영국도 그리될 것"이라고 한다.  런던탑의 공식 사학자를 비롯한 일부 사학자들은 "런던탑의 까마귀 신화는 빅토리아 시대에 만들어진 판타지"라고 여긴다.  탑에 사는 까마귀를 처음 다루었다고 알려진 기록은 1883년 제작된 삽화이다.
역사적으로 야생 까마귀는 영국 전역에 서식하고 있고, 심지어 도심에서도 살고 있다. 런던탑 역시 자연스럽게 이러한 까마귀의 서식 범위에 포함된다. 도시화가 진행되면서 전통적 서식지가 파괴되자 런던에서는 탑만이 공식적으로 까마귀의 서식을 보호하는 곳이 되었다. 런던탑의 까마귀는 경비대인 요먼 와더 가운데 레이븐마스터를 두어 관리되고 있다. 민담으로 전해 오는 이야기에 따르면 찰스 2세가 런던탑의 까마귀를 보호하기 시작하였다고 한다. 런던탑의 까마귀 가운데 일부는 서머싯에서특별히 사육된 것이다.

## 역사

### 전설의 기원
까마귀와 런던탑을 잇는 최초의 전설은 《마비노기의 네 가지》 가운데 두번째 이야기인 〈리르의 딸 브란웬〉이다. 이 전설에는 에우헤메로스적 해석이 있는데 브란웬과 결혼한  아일랜드의 왕 마솔루흐가 브란웬을 학대하자 브리튼의 왕이자 공주의 형제인 축복받은 브란이 그의 부하들에게 마솔루흐의 머리를 자르고 그것을 외적의 침략을 막는 부적 삼아 지금의 런던탑 자리인 흰 언덕에 프랑스를 바라보도록 묻게 하였다는 것이다.
브란은 웨일스어로 까마귀를 뜻한다. 켈트 신화에서 까마귀는 마법과 보호의 상징으로 여겨진다. 브란이 머리를 흰 언덕에 묻었다는 켈트의 전설은 오늘날 런던탑의 까마귀와 같은 이유에서 왕가를 보호하는 존재로 여겨졌을 것이다. 따라서 까마귀 전설은 로만 브리튼 시기부터 전해져 온 민담일 가능성이 높다.

### 후대의 전설

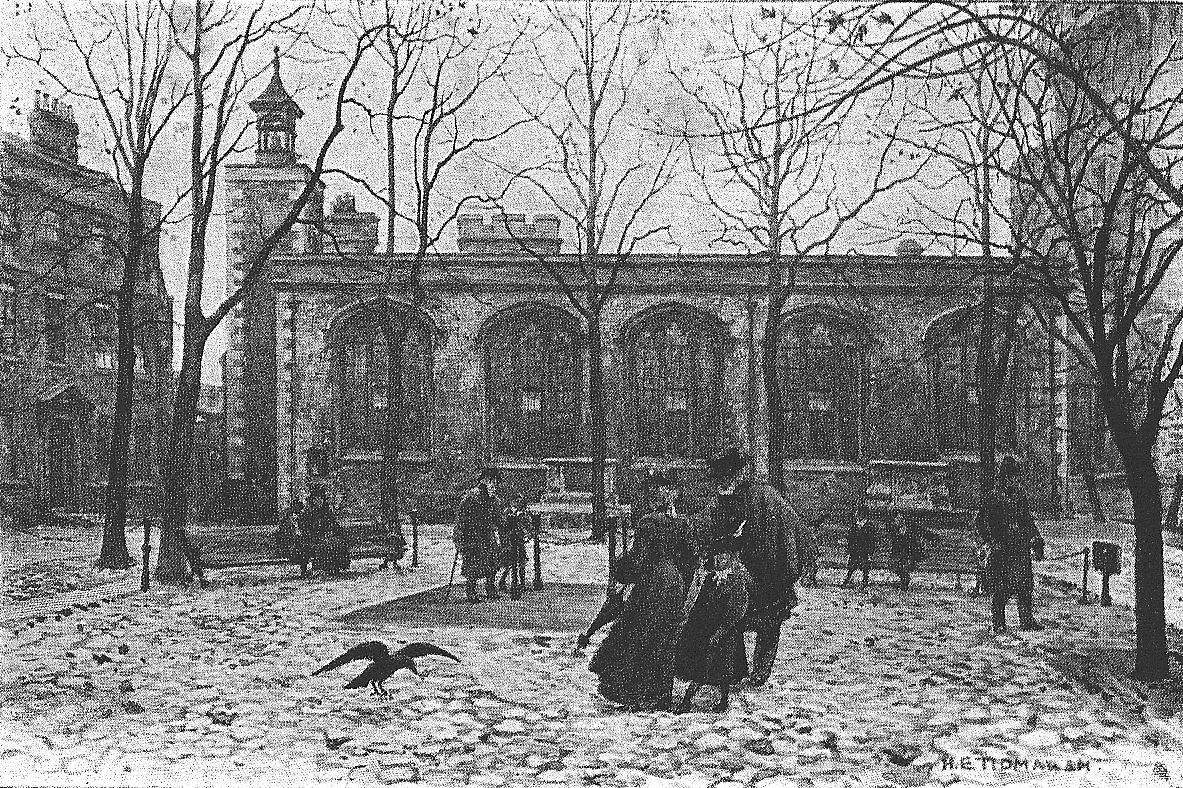
1900년 무렵 타워 그린. 때때로 처형장이 이 곳에 세워졌지만, 대개는 런턴탑 성곽 밖인 타워힐에서 처형이 이루어졌다. 20세기에 타워 그린에서 이루어진 사형 집행은 모두 7 건이다.

1536년 앤 불린이 처형될 때 "런던탑의 까마귀 조차 침묵하며 흉벽에 앉아 꼼짝하지 않은 채 이상한 광경을 괴이하게 응시하였다. 죽어가는 왕비를!"이라는 이야기가 퍼졌다. 1554년 제인 그레이가 처형되는 동안 런던탑의 까마귀는 더욱 행실이 나빠져  "잘린 머리에서 눈알을 뽑았다"고 한다.
미국의 작가 아서 보리아 삭스는 《런던탑에 온 까마귀》에서 "까마귀는 원래 런던탑이 처형장이라는 것을 극적으로 보이기 위해 들여왔다"고 결론지었다.
전해오는 이야기 가운데 하나는 찰스 2세와 왕실 천문학자 존 플램스티드를 까마귀의 기원으로 설명하면서 플램스티드가 까마귀 때문에 천문관측을 방해받는다고 불평하며 까마귀를 쫓아 달라고 했지만 찰스 2세가 이를 거부하자 천문대를 그리니치로 옮겼다고 이야기한다. 이 이야기의 다른 버전에서는 까마귀가 싫어 불평한 사람이 플램스티드가 아니라 찰스 2세라고 말한다. 까마귀들이 런던탑에 설치한 망원경에 오물을 떨구는게 싫어서 찰스2세는 까마귀를 다 죽이려 했다는 것이다. 그러자 플램스티드가 왕을 만류한다. 이 버전의 이야기에 따르면;
그는 "까마귀는 없어져야만 합니다"라고 말했지만 이어서 "그렇더라도 폐하 까마귀를 죽이는 것은 불길합니다. 런던탑에서 까마귀를 죽이면 탑은 무너지고 간신히 되찾은 왕국을 잃을 것입니다."고 덧붙였다. 찰스는 잠시 생각하다가 "천문대는 그리니치로 가고 까마귀는 런던탑에 남기겠네"라고 답했다.

그리니치 천문대와 런던탑의 까마귀를 얽은 이야기는 까마귀에 대한 전설이기도 하지만, 그리니치 천문대의 설립에 대한 도시전설이기도 하다.
또 다른 전설은 1666년 런던 대화재 이후 까마귀가 런던탑에 나타났다고 이야기한다. 까마귀와 맷돼지, 솔개는 중세 시기 런던에서 가장 큰 청소부였다.  화재 이후 생존자들이 까마귀를 함부로 죽이자 플램스티드가 찰스 2세에게 까마귀를 모두 죽이는 것은 나쁜 징조가 될 것이며 왕국은 마지막 까마귀가 죽는 것보다 오래 가지 못할 것이라고 경고했다고 한다. 이때문에 찰스 2 세는 런던탑에 최소 6 마리의 까마귀가 살고 있어야 한다고 명령했다는 것이다.

### 런던의 야생 까마귀
야생 까마귀는 영국을 비롯한 북반구 대부분 지역에서 서식하지만 오늘날 영국의 경우 대부분 브리튼 제도의 서부 고지대에 살고 있다. 그러나 수백년 전까지도 까마귀는 런던탑 주변에서 야생으로 살았을 가능성이 높다. 16 세기까지, 까마귀는 청소부로서 주변을 치우는데 도움이 되었기 때문이다. 그러나 나중에 야생 까마귀는 가축에 대한 위협으로 여겨져 19세기 동안 체계적인 사냥과 사격으로 많은 지역에서 사라졌다.
현대로 들어와 런던에서 둥지를 튼 야생 까마귀는 1826년 하이드 파크에 있었지만 지금은 살지 않고, 대신 2004년 왕립조류보호협회의 조사 결과 런던탑에서 30 마일 떨어진 홈 카운티스에 둥지가 발견되었다.

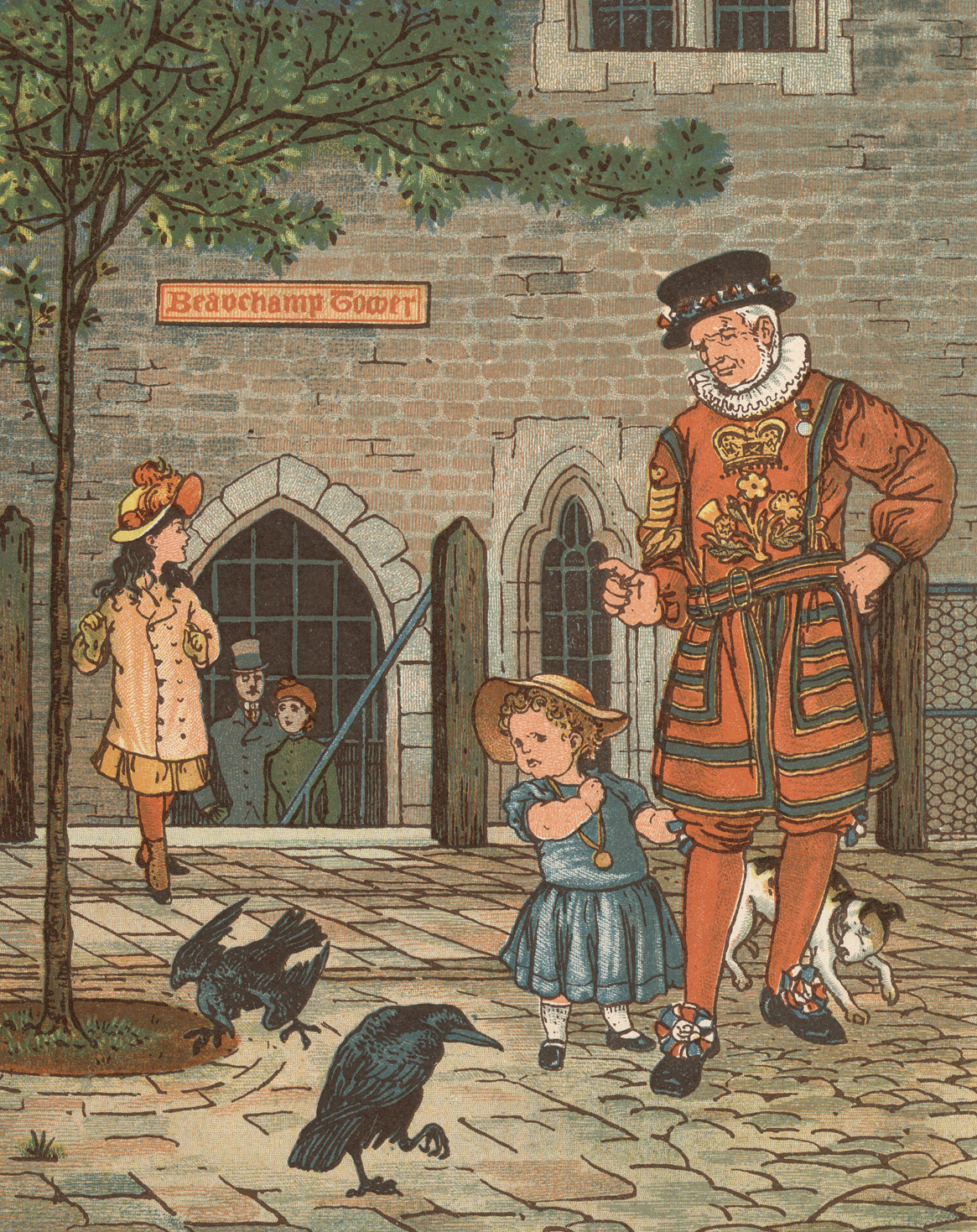
《런던 타운에서》에 묘사된 런던탑의 까마귀 (1883년 작품)

1883년 펠릭스 레이가 글을 쓰고 토머스 그레인과 엘리자베스 하우턴이 그림을 그린 어린이 책 《런던 타운에서》는 런던탑의 까마귀를 묘사한 첫 기록으로 알려져 있다. 같은 해 발간된 신문 《더 픽토리얼 월드》(The Pictorial World, 그림으로 보는 세계)에도 런던탑의 까마귀가 묘사되었다.
일본 소설가이자 학자인 나츠메 소세키는 1900년에 런던탑을 방문하였고 1906년 발표한 글에서 런던탑의 처형장을 중심으로 모두 여섯 마리의 까마귀가 있다고 썼다. 그러나 소세키의 문체는 "환상과 역사, 그리고 현재의 경험을 섞어 썼다"고 평가받고 있다.
삭스는 런던탑에 사는 까마귀를 언급한 초기 기록으로 1918년 발간된 조지 영허스밴드의 책 《안쪽에서 안쪽으로》를 발견하였다. 영허스밴드는 이 까마귀들이 제4대 듄레이븐 백작 윈드햄에 의해 제공된 것이라고 서술하였다. 듄레이븐 백작가는 자신들의 성 글라모르간이 까마귀신 브란의 거주지였다고 믿고 있었다. 백작은 까마귀를 바치면서 그것이 브란의 아바타로서 자기 가문과 연결되어 있다고 생각되기를 바랬다.
런던 타워의 공식 사학자이자 왕실 병기고에서 일하는 조프리 파넬은 런던탑의 까마귀에 대한 전설이 실은 빅토리아 시대에 만들어진 전설일 뿐이라고 믿고 있다. 파넬은 까마귀가 없어지면 왕실이 망한다는 미신이 맞지 않은 경우도 있다고 말한다. 2차대전 직후 런던탑에는 단 한쌍의 까마귀만 살아남았지만 왕국은 건재하였다는 점을 지적하는 것이다. 당시 나치 독일의 폭격으로 피해를 입은 런던탑에는 근처 나무로 피신한 메이벨과 그립만이 살아남았다. 폭격에 살아남은 까마귀 이야기는 미국의 여러 지역 신문에 소개되기도 하였는데 "아무튼 까마귀가 다 죽지는 않았으니 전설에도 ‘무딘 진실’이 있다"고 평했다. 파넬은 런던탑에 살게 된 최초의 까마귀는 아마도 직원의 애완동물이었을 것이라고 믿고 있다. 1845년 1월 미국 작가 에드거 앨런 포의 유명한 서사시 《더 레이븐》 이후 서구는 이 조류에 매료되었고 런던탑의 직원 가운데 한 명도 충분히 그럴 수 있다.

### 제 2 차 세계 대전
런던탑의 까마귀가 사라지면 나라가 망한다는 전설은 제2차 세계 대전 당시 영국 대공습 와중에 널리 퍼져나가게 되었다. 런던탑은 비공식적으로 까마귀를 공습 감시용으로 사용했다. 영국 대공습이 진행되는 동안 런던탑의 까마귀들은 폭격이나 스트레스로 죽었다. 오직 그립이라는 까마귀 한 마리만 살아남았다. 그 후 윈스턴 처칠은 런던탑의 까마귀 수를 되돌리라고 지시하였고 까마귀를 정식으로 영국 육군 소속으로 편재하였다. 까마귀들은 군인이나 경찰처럼 신분증을 발급받으며 불미스러운 일이 일어날 경우 해임된다.

### 현대
오늘날 까마귀는 런던탑의 명물이다. 시티오브런던을 방문한 관광객들은 까마귀에게 먹이를 주지 말것과 위협할 경우 물릴 수 있다는 주의사항을 듣는다.
1987년 이래 런던탑의 까마귀는 인공번식 계획의 주요 사안이었다. 까마귀 찰리와 리즈 사이에서 생긴 17마리의 새끼가 부화되어 길러졌다. 찰리는 개에게 물려 죽는 불운을 맞았다.
2003년 런던탑을 방문한 러시아의 대통령 블라디미르 푸틴 은 토르라는 이름의 까마귀가 방문객 한 사람 한 사람마다 "좋은 아침"이라고 인사를 건내자 매우 신기해 했다.
2016년 H5N1 바이러스로 조류독감이 확산되는 동안 런던탑의 까마귀들은 별도로 만들어진 사육장 안으로 들여져 보호되었다.
2012년 엘리자베스 2세의 즉위 60년 기념식을 맞아 까마귀 한 마리가 여왕에게 바쳐졌으며 "쥬블리"라는 이름이 붙었다. 쥬블리는 런덥탑에 보내져 까마귀의 수는 모두 8 마리가 되었다.
2013년 5월, 성벽 안으로 들어온 여우 한 마리가 까마귀 두 마리를 죽였다. 이로서 까마귀의 수는 다시 6 마리가 되었다. 왕궁 유적 관리 조직은 까마귀의 숙소에 보안조치를 강화하였다.

## 사육과 관리

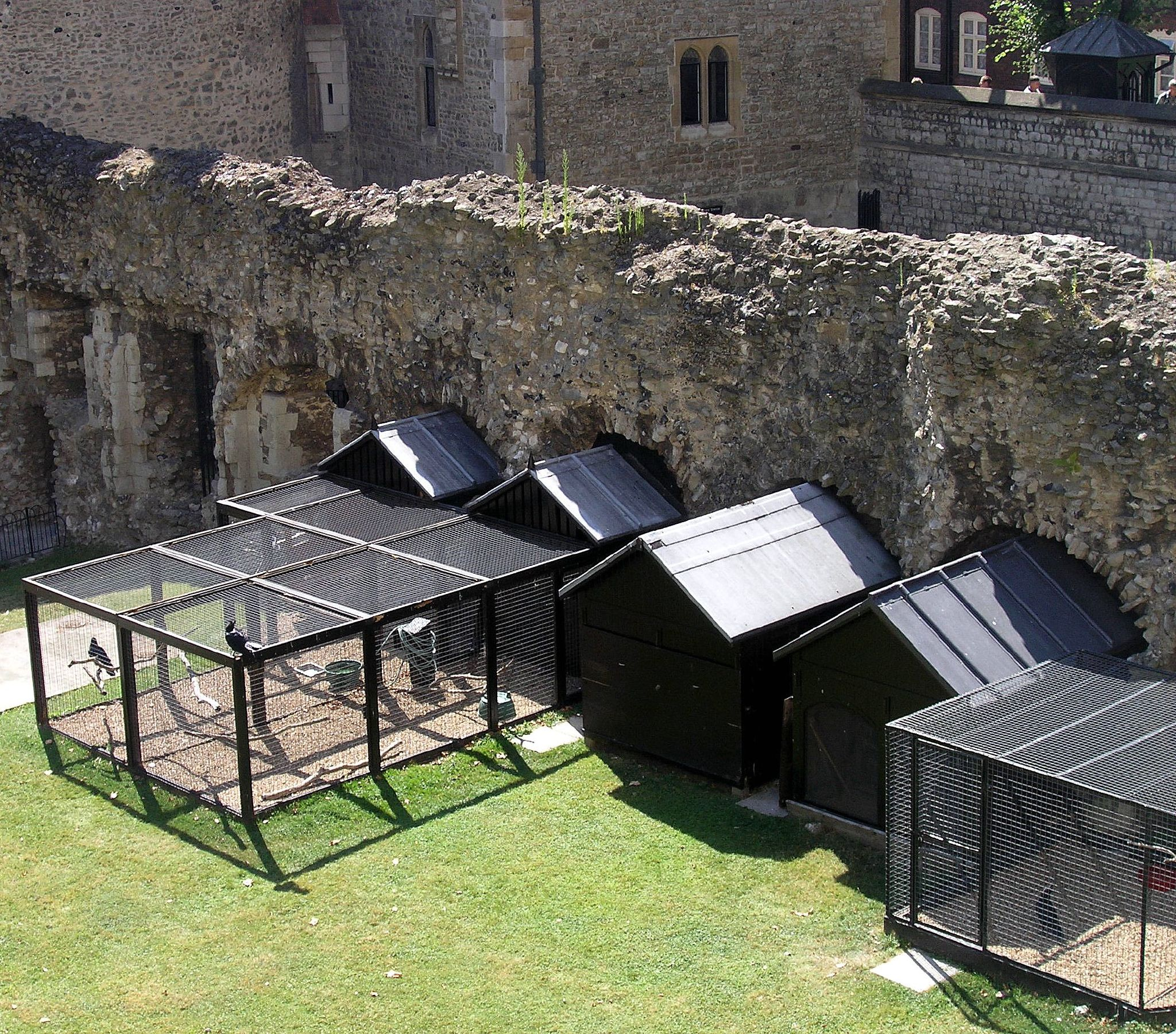
2014년의 까마귀 사육장

런던탑의 까마귀들은 한쪽 날개의 날개깃이 잘려서 짧은 거리만 날 수 있을 뿐 멀리 날아갈 수는 없다.
런던탑의 까마귀들은 한쪽 다리에 서로 다른 색의 밴드가 있어 어떤 이름이 붙은 까마귀인지 쉽게 구별할 수 있다. 런던탑에서 사는 까마귀의 수명은 40년이 넘는다.
저 마다 이름이 있는 런던탑의 까마귀들은 요먼 와더에 의해 관리된다. 까마귀의 식단은 매일 생고기, 간, 양의 심장, 쇠고기 또는 돼지 부속 등으로 구성되며, 하루 걸러 하루씩 삶은 달걀과 피에 적신 비스킷이 주어진다. 까마귀들은 일주일에 한 번 철저한 점검을 받고 3주마다 오른쪽 날개의 날개깃을 잘라 멀리 날아 가지 않도록 한다.

## 까마귀 이야기
런던 사람들은 대부분 까마귀를 좋아 하지만 가끔 "부적절한 행동"을 하는 까마귀는 신임을 잃을 수도 있다. 예를 들어, 조지라는 이름을 가진 까마귀는 1986년 텔레비전 안테나를 부수어 런던탑의 까마귀에서 퇴출되었고 웨일스로 보내졌다.
1986년 9월 13일 토요일, 1975년부터 런던탑에 살던 까마귀 조지가 웨일스 마운틴 동물원으로 보내지게 되었다. 이 조치는 조지의 잘못된 행동에 의한 것이다.

1996년에도 까마귀 두 마리가 잘못된 행동으로 퇴출당했다.
까마귀들에 대해 전해지는 또 다른 이야기로 "제임스 크로우"와 "에드거 소퍼"의 이야기가 있다. 런덥탑의 까마귀인 제임스 크로우가 죽은 뒤 또 다른 까마귀인 에드거 소퍼는 죽은 척하여 주위의 관심을 끌려는 행동을 하기 시작했다. 어느 날 에드거 소퍼가 죽은 척하고 땅에 누워있자 레이븐마스터는 진짜로 죽었다고 생각하고 그 "시체"를 들기 위해 손을 뻗었다. 에드거 소퍼는 재빨리 일어나 레이븐마스터의 손가락을 쪼고는 까마귀 울음을 크게 내며 날아갔다. "메를린"이라는 이름이 까마귀도 죽은 척하는 행동을 한다고 한다.

## 같이 보기
- 론디니움